# Velike hidroelektrane
Hidroelektrane su energetska postrojenja u kojima se potencijalna energija vode pomoću turbine pretvara u mehaničku (kinetičku) energiju, koja se u električnom generatoru koristi za proizvodnju električne energije. Iskorištavanje energije vodnog potencijala ekonomski je konkurentno proizvodnji električne energije iz fosilnih i nuklearnog goriva, zato je hidroenergija najznačajniji obnovljivi izvor energije (predstavlja 97% energije proizvedene svim obnovljim izvorima). 
U zadnjih trideset godina proizvodnja u hidroelektranama je utrostručena, a njen udio povećan je za 50 %. Ti podaci pokazuju da se proizvodnja u hidroelektranama brzo povećava iz više razloga: hidroenergija je čista, nema otpada; nema troškova goriva (voda je besplatna) pod uvjetom da je ima u dovoljnoj količini; moderne hidroelektrane mogu do 90% energije vode pretvoriti u električnu energiju; puštanje hidroelektrane u pogon vrlo je brzo te se koriste za pokrivanje naglih povećanja potrošnje; umjetna jezera nastala izgradnjom hidroelektrana lokalno doprinose ekonomiji i omogućavaju navodnjavanje, vodoopskrbu, turizam i rekreaciju.
Snaga postrojenja i proizvedena energija ovise o:
1. Raspoloživom vodenom padu. Visina pada ovisi o visini brane, što je pad veći, postoji veći energetski potencijal. Energetski potencijal je direktno proporcionalan visini pada, tako da ista količina vode, ako pada s dva puta veće visine proizvodi dvostruko više električne energije.
2. Raspoloživom protoku vode. Električna snaga i energija također su direktno proporcionalni količini vode koja prolazi kroz turbinu. Dva puta veća količina vode proizvest će dva puta više električne energije kod iste visine vodenog pada.

## Hidroelektrane velikih snaga
Velike hidroelektrane su megagrađevine i zaslužuju svaku pažnju. Građevine koje se nalaze i među 10 najvećih na svijetu svakako treba upoznati.
Učinci koje hidroelektrana može imati na ekosustav zavise o ova 4 čimbenika:
1. Veličina i brzina protoka rijeke ili sl. na kojoj je hidroelektrana smještena
2. Klimatski uvjeti i oblik sredine prije gradnje elektrane
3. Vrsta, veličina i konstrukcija elektrane i način na koji je pogonski vođena
4. Ako postoji više od jedne elektrana na istoj rijeci, i ako nisu relativno blizu jedna drugoj, moguće je da učinci na ekosustav jedne elektrane su zavisni o učincima druge elektrane

### Tri klanca (Kina)
Hidroelektrana Tri klanca, najveća hidroelektrana svijeta 2009. je puštena u pogon. Tih 26 divovskih turbina proizvodit će 85 milijardi kilovatsati struje godišnje (približno 18 osrednjih nuklearki), te će time biti zadovoljeno deset posto kineskih potreba. Obuzdat će se treća najduža rijeka svijeta (iza Amazone i Nila) i smanjiti katastrofalne poplave u kojima je samo u 20. stoljeću stradalo više od pola milijuna ljudi. Visina brane bit će visoka 185 i duga 2309 metara, na vrhu široka 18 metara, a uz dno 124 metra. Nastat će jezero dugo više od 600 kilometara. Povećat će se plovnost Yangtzea, čista hidroenergija smanjit će uporabu najprljavijeg fosilnog goriva, ugljena, kojim se truju šume i stanovništvo ne samo u Kini nego i u susjednim državama, olakšat će se slanje vode s juga na sušni srednji i sjeverni dio Kine. Poplavljeno 29 milijuna četvornih metara zemlje, dva velika i 116 manjih gradova su se potopila, raseljeno je više od milijun stanovnika (neki spominju i dva milijuna).
U umjetnom jezeru završit će sva prljavština potopljenih gradova, tvornica i bolnica. Više od tri tisuće industrijskih i rudarskih poduzeća .

### Itaipu (Brazil/Paragvaj)
Itaipu je hidroelektrana na rijeci Parana na granici Brazila i Paragvaja.
Riječ Itaipu na jeziku lokalnog naroda Gvarani znači „kamenje koje pjeva“.
Hidroelektrana Itaipu (izvorno ime: Itaipu Binacional) je najveća hidroelektrana na svijetu. To je zajednički poduhvat Brazila i Paragvaja na rijeci Parana, oko 15 kilometara sjeverno od „Mosta prijateljstva“. Instalirana snaga hidroelektrane je 14 GW, s 20 generatora od po 700 MW. Rekord u proizvodnji struje je postignut 2000. kada je proizvedeno 93,4 milijarde kilovat-sati energije (93% ukupne potrošnje u Paragvaju i 20% ukupne potrošnje u Brazilu).
Sporazum o izgradnji brane i hidroelektrane je zaključen 1973. Umjetno jezero je formirano 1982. Prvi generatori s radom su počeli 1984., a posljednji rujna 2006. i ožujka 2007. Ukupno ih sada ima 20. Time je instalirani kapacitet podignut na 14.000 MW. Po međudržavnom ugovoru, nije dozvoljeno puštati u rad više od 18 turbina istovremeno.
Američko udruženje građevinskih inženjera je 1994. proglasilo branu Itaipu za jedno od Sedam čuda modernog svijeta.
Statistika
- Za izgradnju brane upotrebljeno je 50 milijuna tona zemlje i kamena
- Od betona upotrebljenog za izradu brane bilo bi moguće izgraditi 210 nogometnih stadiona veličine Marakane u Brazilu.
- Od čelika upotrebljenog za izgradnju, moglo bi se napraviti 380 Eiffelovih tornjeva.
- Iskopana količina zemlje u ovom projektu je 8,53 puta veća od one iskopane pri gradnji Eurotunela.
- Na izgradnji je radilo oko 40.000 ljudi.
- Dužina brane je 7234,5 metara, a maksimalna 225 metara.
- Maksimalni protok je 62,2 tisuće kubnih metara vode u sekundi

### Hooverova brana (SAD)
Sedamdesetpet godina je prošlo otkako je izgrađena; nije više najviša, nije najveća i nije najsnažnija (u smislu energije koju daje njena elektrana); to su danas druge, u svijetu i u Sjedinjenim Državama, ali i ona sama još uvijek je “strašna”, nakon svih ovih godina. Hooverova brana, u Crnom kanjonu – Black Canyon, na granici između Nevade i Arizone, oko 50 km jugoistočno od Las Vegasa.
Hidroelektrana ispod Hooverove brane nije više najveća, ni u svijetu ni u Americi, ali sa svojih 17 generatora, proizvodi još uvijek energije koju bi, općenito govoreći, dale dvije nuklearne elektrane – oko 2.078 MW. Akumulacijsko jezero Lake Mead najveće je umjetno jezero u Sjedinjenim Državama, dugo 177 km, najveće dubine 152 m, kapaciteta 35,200.000.000 kubičnih metara – ekvivalent dvogodišnjeg prosječnog protoka čitave rijeke Colorado. Ove godine, nažalost, razina vode u jezeru Mead najniži je u 39 godina i južnoj Nevadi prijeti izvanredno stanje – rijeka Colorado, odnosno jezero Mead snabdjeva Las Vegas s 90 % vode, ali količina vode koju akumulacijsko jezero može primiti dovoljna je da preplavi državu veličine Pennsylvanije, stopu duboko.

## Poveznice
- Hidroelektrane
- Male hidroelektrane

## Vanjske poveznice
- Članak iz novina "Vjesnik"[neaktivna poveznica]
- Voice of America-Hoover Dam
- Powerlab FSB, Osnove energetike-Hidroelektrane  Arhivirana inačica izvorne stranice od 11. lipnja 2010. (Wayback Machine)